# Kreuzanger
Kreuzanger ist ein Gemeindeteil der Stadt Bobingen im schwäbischen Landkreis Augsburg in Bayern (Deutschland). 

## Lage
Das Dorf Kreuzanger liegt in den Stauden. Die Kreisstraße A 3 führt von Gessertshausen über Oberschönenfeld, Weiherhof, Döpshofen, Kreuzanger, Waldberg und Eggerhof nach Klimmach und mündet danach in die Kreisstraße A 16.

## Geschichte
Kreuzanger mit seinen damaligen Gemeindeteilen Itzlishofen und Tronetshofen war bis zum 1. Juli 1972 eine selbstständige Gemeinde im Landkreis Schwabmünchen und wurde im Zuge der Gebietsreform in Bayern an diesem Tag dem Landkreis Augsburg zugeschlagen. Am 1. Juli 1975 erfolgte die Eingemeindung Kreuzangers nach Bobingen. Die beiden Gemeindeteile wurden in den Markt Fischach eingegliedert.
Kreuzanger gehört zur katholischen Kuratie Sankt Radegundis in Waldberg, Dekanat Schwabmünchen im Bistum Augsburg.